# Osmoderma eremita
Osmoderma eremita, còn được gọi là Bọ da Nga, là một loài bọ cánh cứng châu Âu trong họ Scarabaeidae family. Con trưởng thành thường có chiều dài 28 đến 32 mm.
O. eremita có thể tìm thấy ở nhiều nơi tại châu Âu, kể cả ở Vương quốc Anh, Iceland, Ireland, Malta, Bồ Đào Nha, và San Marino.